# Soth Phetrasy
Soth Phetrasy (1915–2004) là một lãnh đạo hàng đầu của Pathet Lào, phong trào du kích cộng sản của Lào liên kết với Đảng Nhân dân Lào, trong những năm 1960 và 1970.

## Tiểu sử
Soth Phetrasy sinh năm 1915.
Phetrasy là một nhân vật quan trọng đối với Pathet Lào (Đất của người Lào) khi ông trở thành phát ngôn viên của họ tại Viêng Chăn từ năm 1964. Ông ngày càng được biết đến khi cố gắng đàm phán giữa Hoa Kỳ và các vấn đề của tù binh như Eugene. DeBruin, và là nhà ngoại giao của Pathet Lào chuẩn bị cho Hiệp định Viêng Chăn năm 1973.
Phetrasy là bộ trưởng trong chính phủ liên minh cánh tả và bảo hoàng thứ ba và cuối cùng của Lào từ năm 1973 đến 1975, giữ chức Bộ trưởng Kinh tế và Kế hoạch dưới thời Souvanna Phouma. Ông là giám đốc điều hành của Ngân hàng CHDCND Lào từ năm 1980 đến năm 1983. Sau đó, ông trở thành đại sứ của Lào tại Liên Xô. Con trai của ông, Sousath, chủ sở hữu Nhà khách Mali ở Phonsavan, Bắc Lào, qua đời vào ngày 25 tháng 9 năm 2009.
Phetrasy qua đời ở Viêng Chăn, Lào năm 2004.